# Morimondo
Morimondo es una localidad y comune italiana de la provincia de Milán, región de Lombardía, con 1.131 habitantes.

## Evolución demográfica
| Gráfica de evolución demográfica de Morimondo entre 1861 y 2001 |
|                                                                 |
| Fuente ISTAT - elaboración gráfica de Wikipedia                 |